# 3975 Verdi
3975 Verdi là một tiểu hành tinh vành đai chính. Nó được phát hiện bởi Freimut Börngen vào năm 1982 và được đặt tên theo họ của nhà soạn nhạc người Ý là Giuseppe Verdi.